# Ivan Sartori
Ivan Ricardo Garisio Sartori (São Paulo, 14 de janeiro de 1957) é um ex-magistrado brasileiro. Foi desembargador do Tribunal de Justiça do Estado de São Paulo (TJ-SP), tendo exercido a presidência do tribunal. 
Tornou-se conhecido principalmente como relator do processo que anulou cinco júris que haviam condenado setenta e quatro policiais militares envolvidos no massacre do Carandiru. Foi candidato à Prefeitura de Santos pelo Partido Social Democrático nas eleições municipais de Santos em 2020.

## Biografia
Ivan Sartori formou-se em direito pela Universidade Presbiteriana Mackenzie em 1979. Concluiu o mestrado em direito da saúde pela Universidade Santa Cecília em 2018, tendo sido também professor dessa instituição a partir de 2009.
Após breve atuação como advogado em São Paulo, ingressou na magistratura como juiz de direito no ano de 1980, aos 23 anos. Exerceu a função nas comarcas de  Orlândia, Bariri, São Bernardo do Campo, Mogi das Cruzes e São Paulo. Foi promovido ao extinto Tribunal de Alçada Criminal de São Paulo em 2001 e a desembargador do Tribunal de Justiça do Estado de São Paulo em 2005.
Tomou posse como presidente do TJ-SP no dia 2 de janeiro 2012, aos 54 anos de idade, para o biênio 2012/2013, tornando-se o presidente mais jovem daquele tribunal.
Aposentou-se da magistratura em 12 de março de 2019.
Em 2020, foi cotado pelo governo Jair Bolsonaro para assumir o Ministério da Justiça e Segurança Pública, após a exoneração do ministro Sergio Moro.

## Controvérsias

### Debate acirrado com Marco Antônio Villa
Sartori, por diversas vezes, falou fora dos autos. Numa oportunidade ameaçou o historiador Marco Antônio Villa durante o programa radialístico Jovem Pan News, ao vivo, na rádio Jovem Pan em 17 de outubro de 2016. De forma desequilibrada, Sartori desafiou tanto o historiador, quanto o jornalista Reinaldo Azevedo (também da Jovem Pan) a criticá-lo pessoalmente no seu gabinete do Tribunal de Justiça em São Paulo, numa clara ação de intimidação. Este embate ocorreu dias após Sartori anular o julgamento dos policiais que participaram do Massacre do Carandiru. Tal decisão sofreu duras críticas de entidades de direitos humanos e uma reclamação disciplinar contra Sartori fora enviada ao CNJ por abuso, falta de isonomia e impessoalidade durante o julgamento dos policiais. No entanto, o CNJ veio a arquivar tal reclamação.

### Decisão de inocência contrária aos Jurados
A atitude do juiz chamou a atenção quando ele, além de anular os julgamentos anteriores do Massacre do Carandiru, declarou também que todos os 74 réus do caso seriam inocentes, contrariando a decisão do tribunal do júri ocorrida nos 5 julgamentos já ocorridos. As penas, que variavam entre 48 e 624 anos, de prisão, foram anuladas. Tal decisão foi inédita pois o desembargador poderia até anular os julgamento mas não alterar o entendimento dos jurados. Sartori alegou então que “não houve massacre, mas uma contenção necessária”. Ao contrário dele, os outros dois desembargadores (Camilo Léllis e Edison Brandão) votaram pela anulação dos julgamentos porém respeitaram a decisão do júri e mantiveram as condenações dos réus.

### Embates nas redes sociais
Em outra ocasião mostrou desequilíbrio ao chamar de "infelizes" usuários do Facebook que haviam criticado sua atuação durante o julgamento do Massacre do Carandiru. O desembargador também levantou a hipótese de parte da imprensa ser bancada pelo crime organizado:
"Diante da cobertura tendenciosa da imprensa sobre o caso Carandiru, fico me perguntando se não há dinheiro do crime organizado financiando parte dela, assim como boa parte das autodenominadas organizações de direitos humanos”.
"Você é uma infeliz que não sabe o que diz"; "incauta dos ativistas do pseudodireitos humanos".
"...indecente é vc, ativista curioso!"

### Sentença por roubo de salames
Ao passo em que inocentou todos os réus no caso do Massacre do Carandiru, o desembargador condenou a 6 meses de cadeia e multa, um homem que roubou cinco salames num supermercado na cidade de Poá, estado de SP. Mesmo alegando fome e desemprego ao réu foi negada a liberdade pois poria em "risco a incolumidade pública". Procurado pela imprensa para se manifestar sobre sua sentença por roubo de salames, desta vez Sartori permaneceu em silêncio.